# ماسامی ایهارا
 ماسامی ایهارا (به ژاپنی: (井原 正巳,) (زادهٔ ۱۸ سپتامبر ۱۹۶۷) فوتبالیست بازنشستهٔ ژاپنی است.
ایهارا، که در پست مدافع بازی می‌کرد، در طول دههٔ ۱۹۹۰ به همراه کازویوشی میورا در خط حمله و روی راموس برزیلی‌الاصل در خط میانی از مهمترین بازیکنان تیم ملی فوتبال ژاپن بود.
ایهارا با ۱۲۲ بازی رکورد بازی‌های ملی در ژاپن را در اختیار داد و در سال ۱۹۹۵ فوتبالیست سال آسیا شد.
او ۵ بار در سال‌های ۱۹۹۳، ۱۹۹۴، ۱۹۹۵، ۱۹۹۶، ۱۹۹۷ به عنوان یکی از ۱۱ بازیکن برتر جی‌لیگ انتخاب شد، با تیم ملی ژاپن به قهرمانی جام ملت‌های آسیا ۱۹۹۲ رسید و در جام جهانی ۱۹۹۸ نیز در ترکیب تیم ملی ژاپن قرار داشت.